# Proctacanthella taina
Proctacanthella taina là một loài ruồi trong họ Asilidae. Proctacanthella taina được Scarbrough & Perez-Gelabert miêu tả năm 2006. Loài này phân bố ở vùng Tân nhiệt đới.